# L'Escarène
L'Escarène (Occitaans: L'Escarèa; Italiaans (verouderd): Scarena of l'Escarena) is een gemeente in het Franse departement Alpes-Maritimes (regio Provence-Alpes-Côte d'Azur). De plaats maakt deel uit van het arrondissement Nice. L'Escarène telde op 1 januari 2022 2.563 inwoners.

## Geografie
De oppervlakte van L'Escarène bedroeg op 1 januari 2022 10,67 vierkante kilometer; de bevolkingsdichtheid was toen 240,2 inwoners per km².
De onderstaande kaart toont de ligging van L'Escarène met de belangrijkste infrastructuur en aangrenzende gemeenten.

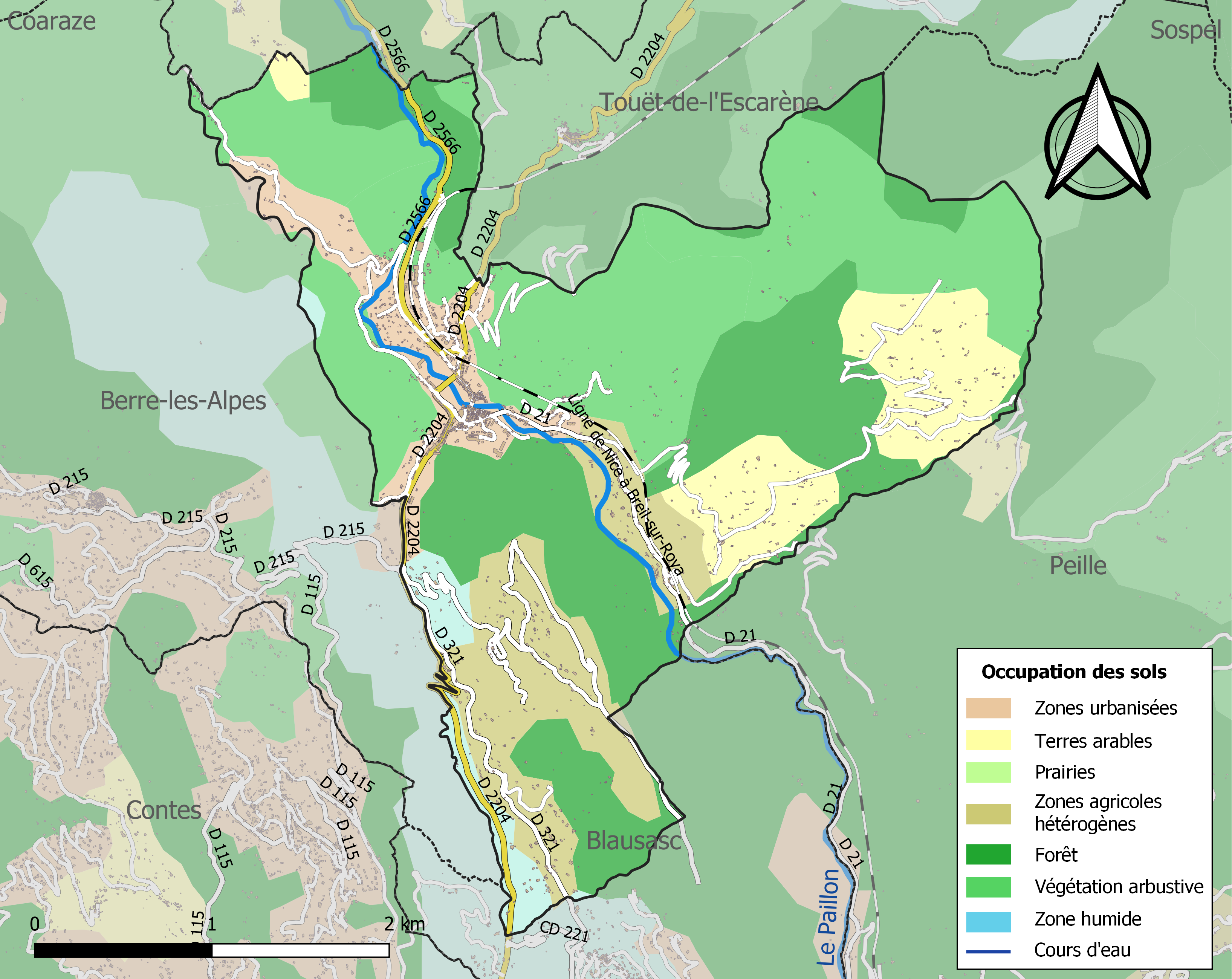

## Demografie
Onderstaande figuur toont het verloop van het inwonertal (bron: INSEE-tellingen).
Vanwege een beveiligingsprobleem met de MediaWiki Graph-software is het momenteel niet mogelijk deze grafiek weer te geven. Zodra de software is bijgewerkt zal de grafiek vanzelf weer zichtbaar worden.